# Alan Bailey (Ruderer)
Alan Brian Bailey (* 27. März 1881 in York, Vereinigtes Königreich; † 3. März 1961 in Havanna, Kuba) war ein kanadischer Ruderer.

## Karriere
Bailey nahm an den Olympischen Spielen 1904 in St. Louis teil. Hier erreichte er mit seiner Mannschaft vom Argonaut Rowing Club im Achter den zweiten Rang und sicherte sich somit Silber.